# Crocidura shantungensis
Crocidura shantungensis је сисар из реда Soricomorpha и фамилије Soricidae.

## Угроженост
Ова врста је наведена као последња брига, јер има широко распрострањење и честа је врста.

## Распрострањење
Ареал врсте је ограничен на мањи број држава. 
Врста је присутна у Кини, Јапану, Кореји и Русији.

## Станиште
Станишта врсте су шуме, травна вегетација, арктичка подручја, брдовити предели, речни екосистеми, полупустиње и пустиње.